# Verena Rohrer
Verena Rohrer (Sachseln, 8 aprile 1996) è un'ex snowboarder svizzera.

## Palmarès

### Mondiali juniores
- 2 medaglie:
  - 1 oro (halfpipe a Valmalenco 2014)
  - 1 argento (halfpipe a Erzurum 2013)

### Coppa del Mondo
- Miglior piazzamento nella Coppa del Mondo generale di freestyle: 6ª nel 2019
- Miglior piazzamento nella Coppa del Mondo di halfpipe: 3ª nel 2019
- 2 podi:
  - 1 secondo posto
  - 1 terzo posto